# Paljakanlahti
Paljakanlahti är en vik i Finland. Den ligger i Kouvola i landskapet Kymmenedalen, i den södra delen av landet, 150 km nordost om huvudstaden Helsingfors.